# Kim Young-kwang (acteur)
Dans ce nom coréen, le nom de famille, Kim, précède le nom personnel.
Kim Young-kwang (hangeul : 김영광 ; hanja : 金英光 ; RR : Gim Yeong-gwang ; MR : Kim Yŏnggwang) est un acteur sud-coréen, né le 11 janvier 1987 à Incheon.

## Biographie
Dans les années 2000, Kim Young-kwang commence sa carrière de mannequin pour Alexander McQueen, Vivienne Westwood et Etro. En 2008, il est le premier mannequin asiatique pour le spectacle de Dior Homme.
En 2014, il apparaît dans le drama Pinocchio (피노키오), pour lequel il reçoit le prix du meilleur acteur débutant à la cérémonie de SBS pour son rôle de Seo Beom-jo.
En 2018, il est engagé dans la comédie romantique On Your Wedding Day (너의 결혼식) de Lee Seok-geun, aux côtés de Park Bo-young. Sa performance vaut un prix du meilleur espoir masculin à la cérémonie des Baeksang Arts.
En 2019, il est l'un des directeurs de T&T Mobile dans la série romantique The Secret Life of My Secretary (초면에 사랑합니다).
En septembre 2021, Netflix annonce son engagement dans la série de suspense Somebody (썸바디, 2022), dont la réalisation est confiée à Jeong Ji-woo, aux côtés de Kang Hae-lim, Kim Yong-ji et Kim Su-yeon,.

## Filmographie

### Cinéma

#### Longs métrages
- 2012 : Cha hyung-sa (차형사) de Shin Tae-ra : Han Seung-woo
- 2014 : Pik-keulh-neun cheong-chun (피끓는 청춘) de Lee Yeon-woo : Jo Gwang-sik
- 2018 : On Your Wedding Day (너의 결혼식) de Lee Seok-geun : Hwang Woo-yeon
- 2018 : Wondeopul goseuteu (원더풀 고스트) de Jo Won-hee : Tae-jin
- 2021 : Mission: Possible (미션 파서블) de Kim Hyeong-joo : Woo Soo-han
- 2021 : Haepi Nyu Ieo (해피 뉴 이어) de Kwak Jae-yong : Seung-hyo

### Télévision

#### Séries télévisées
- 2008 : Keudeuli Saneun Sesang (그들이 사는 세상) : Young-woong
- 2009 : Teuripeul (트리플) : Jae-wook
- 2009 : Take Care of the Young Lady ( 아가씨를 부탁해) : Jung Woo-sung
- 2010 : More Charming By the Day (볼수록 애교만점) : Lee Young-kwang
- 2011 : White Christmas (화이트 크리스마스) : Jo Young-jae
- 2011 : Chonggagne Yachaegage (총각네 야채가게) : Lee Seul-woo
- 2012 : Love Rain (사랑비 ) : Han Tae-sung
- 2012 : Can We Get Married? (우리가 결혼할 수 있을까) : Gong Ki-joong
- 2013 : The Secret of Birth (출생의 비밀) : Park Soo-chang
- 2013 : Good Doctor (굿 닥터) : Han Jin-wook
- 2014 : Sikeulis leobeu (시크릿 러브) : Yoon Joon-moon (épisodes 3-4)
- 2014 : Ahobsoo Sonyeon (아홉수 소년) : Kang Jin-gu
- 2014 : Pinocchio (피노키오) : Seo Beom-jo
- 2015 : Di Dei (디데이) : Lee Hae-sung
- 2015 : Gogh, The Starry Night (고호의 별이 빛나는 밤에) : Kang Tae-ho (web-série)
- 2016 : Urijipe Saneun Namja (우리집에 사는 남자) : Go Nan-Gil
- 2017 : Pa-su-kkun (파수꾼) : Jang Do-han
- 2018 : Nainrum (나인룸Ki Yoo-jin) :
- 2019 : The Secret Life of My Secretary (초면에 사랑합니다) : Do Min-ik
- 2021 : Annyeong? Naya! (안녕? 나야!) : Han Yoo-hyun
- 2022 : Somebody (썸바디) : Sung Yun-o (web-série)